# Albert Jan Rasker

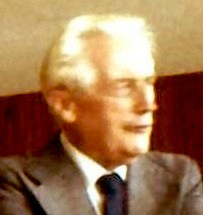
Albert J. Rasker, 1982

Albert Jan Rasker (* 10. Februar 1906 in Zwolle; † 23. Juni 1990 in Enschede) war ein niederländischer evangelischer Theologe der Niederländisch-reformierten Kirche und Hochschullehrer.

## Leben
Rasker studierte nach Erlangung seiner Hochschulreife Evangelische Theologie an der Reichsuniversität von Groningen. Nach bestandener Prüfungsarbeit an der Reichsuniversität zum Thema „Godgeleerdheid“ wurde ihm 1935 sein Diplom überreicht. Mit seiner Dissertation zu Kants Religionsphilosophie wurde er zum Doktor der Theologie promoviert. Später habilitierte er sich mit systematisch-theologischen Arbeiten und wurde zum Professor ernannt.
Rasker gehörte zu den Gründervätern der Christlichen Friedenskonferenz (CFK). Schon bei der zweiten Vorkonferenz für die Einberufung einer „Allchristlichen Friedensversammlung“ arbeitete er mit. Er ließ sich auch in einen Ausschuss zur Fortsetzung der Arbeit wählen.

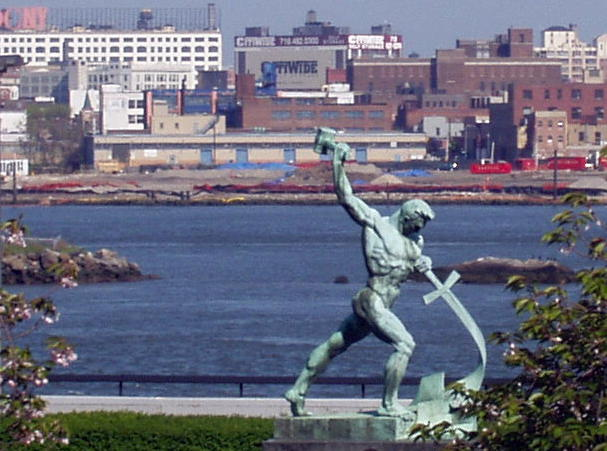
Plastik des sowjetischen Bildhauers Wutschetitsch am Gebäude der Vereinten Nationen in New York

In der Diskussion bei der Dritten CFK 1960 sprach er die Bedeutung des Symbols „Schwerter zu Pflugscharen“ an:

„Im Gebäude  der United Nations in New York steht ein großes Bronzebild, das diese Verheißung von Jesaja darstellt. Da sieht man einen großen starken Schmied, der ein Schwert umschmiedet zu einem Pflug. Und da steht ungefähr dieser Text darunter: Lasst uns die Schwerter umschmieden zu Pflügen. Es ist sehr merkwürdig, dass dieses Bild ein Geschenk der Sowjetunion ist, dass das nicht von christlichen Kirchen den United Nations geschenkt worden ist. Ich glaube, das ist für uns Christen wohl eine beschämende Sache. Nun kann man natürlich sagen, die Kommunisten hätten das aufgenommen, statt Gottes Verheißung nur ein menschliches Vorhaben daruntergeschrieben und die ganze Sache damit säkularisiert. Ist das nicht auch unsere Schuld als Christen, dass eine solche Verheißung zu humanistischen Idealen säkularisiert ist?“

## Veröffentlichungen
- De Ethiek en het probleem van het booze. Een studie naar aanleiding van de ethische en godsdienstphilosophische geschriften van Immanuel Kant (Diss.), Assen 1935
- Die Macht der Versöhnung und die Ohnmacht der Gewalt, Zürich : Vereinigg "Freunde d. Neuen Wege", [um 1959]
- Theologie und Revolution, Hamburg : Reich, 1969
- Wir wählen das gefährliche Leben, München : Kaiser, 1961, [Vom Verf. erw., neubearb. u. übers. Ausg.]
- Brief an Milan Machovec = (Mistr dialogu Milan Machovec : sborník k nedožitým osmdesátinám českého filosofa / [editoři Kamila Jindrová, Pavel Tachecí, Pavel Žďárský], S. 226–233)
- De Nederlandse Hervormde Kerk vanaf 1795. Geschiedenis, theologische ontwikkelingen en de verhouding tot haar zusterkerken in de negentiende en twintigste eeuw, Kampen 1986
- Calvinus oecumenicus, = In de waagschaal, 15 (1), 11–13, 1959